# Gutinaș, Bacău
Gutinaș este un sat în comuna Ștefan cel Mare din județul Bacău, Moldova, România.